# Jordan Veretout
Jordan Veretout (Ancenis, 1 de março de 1993) é um futebolista francês que atua como meia. Atualmente joga no Al-Arabi.

## Carreira
Veretout começou a carreira no FC Nantes.
No dia 5 de agosto de 2022, foi anunciado como novo reforço do Olympique de Marseille, assinando contrato por três anos.

## Títulos
Roma
- Liga Conferência Europa da UEFA: 2021–22[3]

Seleção Francesa
- Liga das Nações da UEFA: 2020–21[4]